# 安卓亞·李柏曼
安卓亞·李柏曼（英語：Andrea Eva Libman，1984年7月19日—）是一位加拿大演員、配音員、鋼琴家及歌手。她曾出演《小婦人》及《Andre》並客串《X檔案》。她亦曾為不少動畫節目配音，其中以為飾《彩虹小馬：友情就是魔法》中的碧琪（Pinkie Pie）和柔柔（Fluttershy）最為人熟知。

## 外部連結
- 官方网站
- 安卓亞·李柏曼在互联网电影资料库（IMDb）上的資料（英文）
- 安卓亞·李柏曼的Facebook專頁